# Aulonocara brevirostre
Aulonocara brevirostre è una specie di pesci della famiglia dei Ciclidi. È endemica del Malawi. Il suo habitat naturale sono i laghi d'acqua dolce intermittenti.